# 나가이 나오야

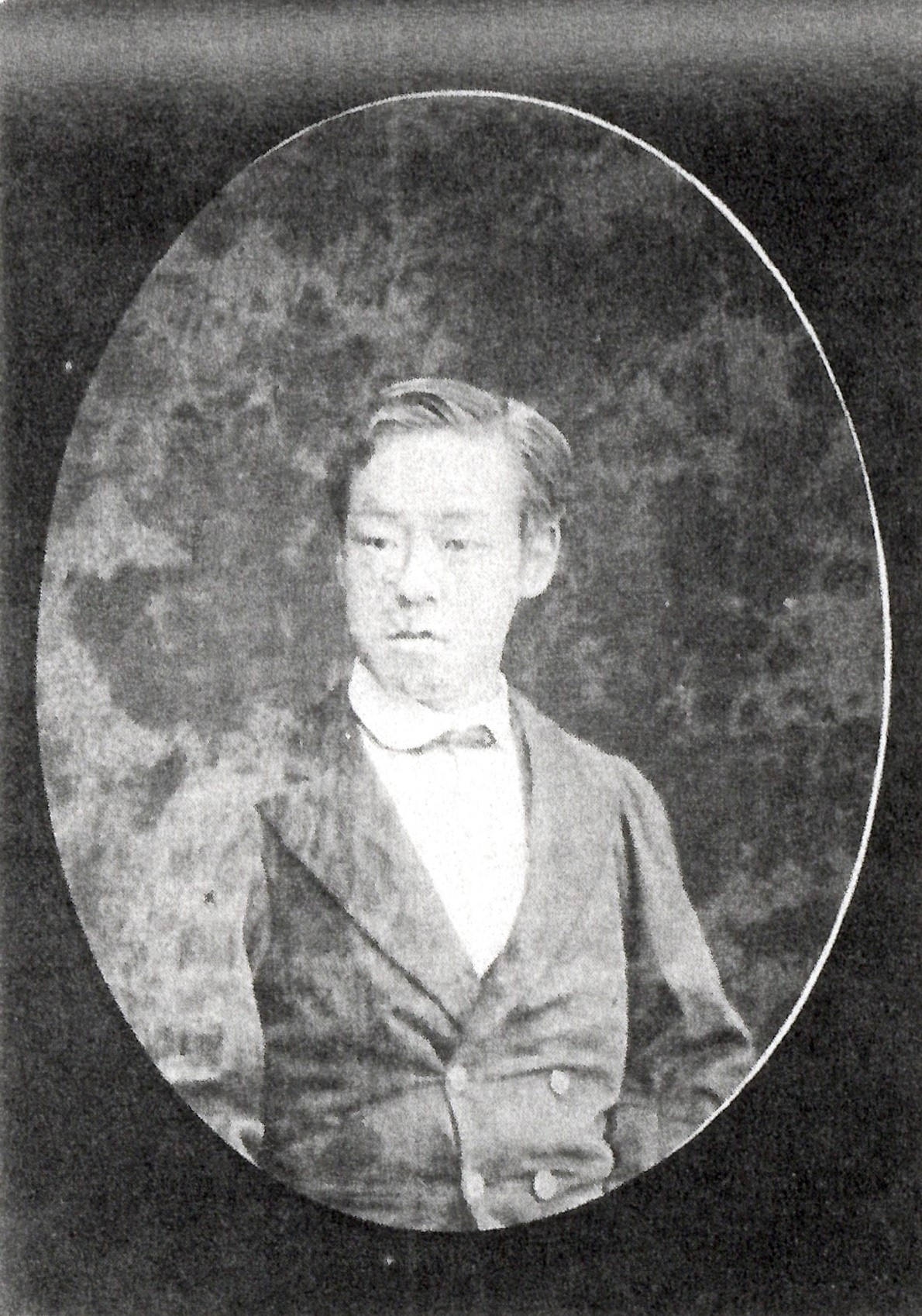
나가이 나오야 자작

나가이 나오야(일본어: 永井直哉, 1850년 10월 9일 ~ 1912년 1월 11일)는 막말의 다이묘이며 일본 제국의 화족이다. 작위는 자작. 야마토 구지라 번 제2대 번주를 지냈다. 나가이 종가(永井宗家) 제13대 당주.
친부는 다카오카 번주 이노우에 마사타키이며 그의 5남으로 태어났다.

## 가계
나오야는 그 핏줄의 조상이 오와리 도쿠가와가의 시조 도쿠가와 요시나오부터이다.
- 도쿠가와 요시나오 - 도쿠가와 미쓰토모 - (가와다쿠보)마쓰다이라 도모아키 - 도쿠가와 무네카쓰 - 다케노코시 가쓰오키 - 이노우에 마사노리 - 마사타키 - 나가이 나오야

| 전임 나가이 나오사카 | 제2대 구지라 번 번주 (나가이가) 1865년 ~ 1871년 | 후임 폐번치현 |